# سامسونج جالكسي إيه 80

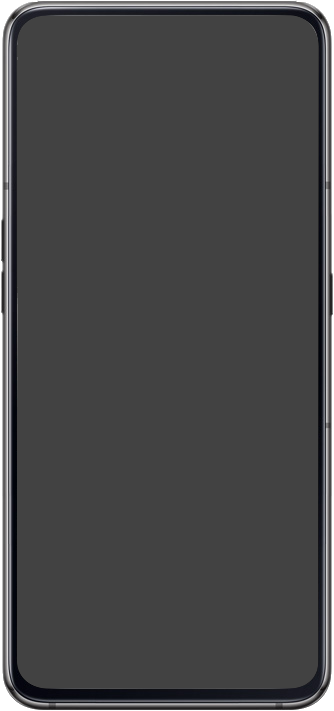
Samsung Galaxy a80

سامسونج جالاكسي A80 (بالإنجليزية: Samsung Galaxy A80) هي حاليا أحدث إصدار من سلسلة هواتف جالكسي أي التي تعمل بنظام الأندرويد المقدمة من شركة سامسونج، فقد تم الكشف عن الهاتف خلال حدث صحفي في بانكوك 10 أبريل 2019، وتم إطلاق الهاتف في 29 مايو 2019.

## المواصفات

### الأجهزة
يحتوي هاتف Samsung Galaxy A80 على شاشة عالية الدقة بحجم 6.7 بوصة بدقة (1080 × 2400 بكسل) من نوع سوبر اموليد بنسبة عرض إلى ارتفاع تبلغ 20: 9 ؛ إنه أول هاتف من سامسونج يعرض تقنية «إنفينيتي الجديدة».
يتم تشغيل الهاتف بواسطة معالج Snapdragon 730 SoC الذي تم كشف النقاب عنه حديثًا، وهو معالج ثماني النواة بسرعة 2.2 جيجاهرتز.
كما أنه يأتي مع ذاكرة وصول عشوائي (رام) بسعة 8 جيجابايت وذاكرة تخزين داخلية بسعة 128 جيجابايت.
لا يمكن توسيع الذاكرة عن طريق بطاقة SD خارجية.
تبلغ أبعاد الهاتف 165.2x76.5x9.3 ملم.
كما يأتي الهاتف ببطارية تبلغ 3700 مللي أمبير في الساعة مع تقنية الشحن السريع فائقة السرعة 25 وات.

### الكاميرا
تم تجهيز سامسونج جالالكسي A80 مع كاميرا ثلاثية تتألف من كاميرا رئيسية بدقة 48 ميجابيكسل، ويحيط بها كاميرا ثانية ultrawide بدقة 8 ميجابيكسل، ومستشعر TOF.
والكاميرا دوارة؛ تنزلق الكاميرا التي تواجه الظهر وتدور للأمام تلقائيًا عند وضعها في وضع السيلفي.

### البرمجيات
يعمل Samsung Galaxy A80 على نظام Android 9.0 (باى) مع واجهة One UI . يحتوي الهاتف على العديد من الميزات بما في ذلك Bixby و Samsung Pay و Samsung Health و Samsung Knox.

## روابط خارجية
1. Samsung Galaxy A80 – The Official Samsung Galaxy Site
2. Samsung Galaxy A80 With Rotating Camera